# Electrònica molecular

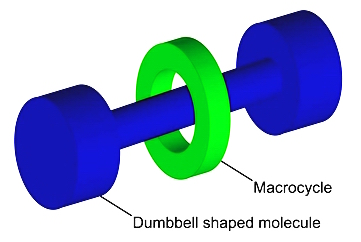
Representació gràfica d'un rotaxà, útil com a interruptor molecular.

L'electrònica molecular és l'estudi i l'aplicació de blocs moleculars per a la fabricació de components electrònics. És una àrea interdisciplinària que abasta la física, la química i la ciència dels materials. La característica unificadora és l'ús de blocs moleculars per fabricar components electrònics. A causa de la perspectiva de reducció de la mida de l'electrònica que ofereix el control de propietats a nivell molecular, l'electrònica molecular ha generat molta il·lusió. Proporciona un mitjà potencial per estendre la llei de Moore més enllà dels límits previstos dels circuits integrats de silici convencionals a petita escala.
L'electrònica a escala molecular, també anomenada electrònica d'una sola molècula, és una branca de la nanotecnologia que utilitza molècules individuals, o col·leccions a nanoescala de molècules individuals, com a components electrònics. Com que les molècules individuals constitueixen les estructures estables més petites possibles, aquesta miniaturització és l'objectiu final per reduir els circuits elèctrics.

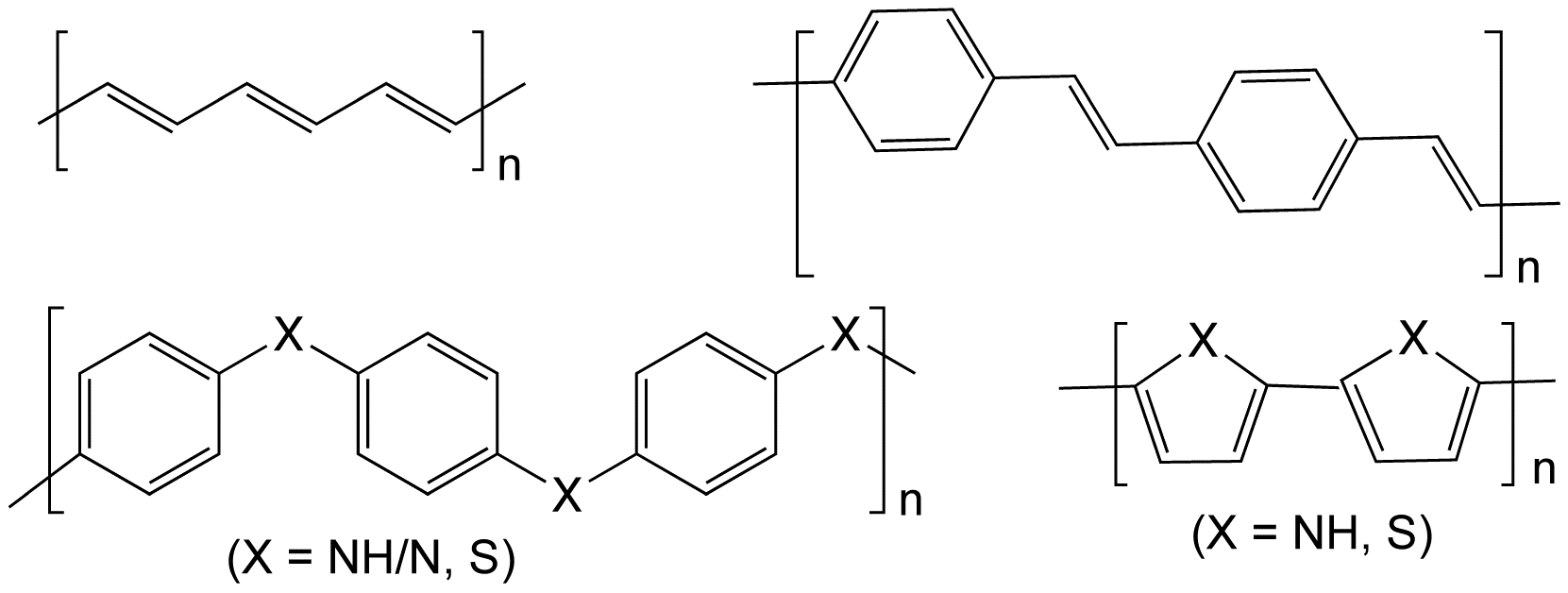
Estructures químiques d'alguns polímers conductors. Des de dalt a l'esquerra en sentit horari: poliacetilè; polifenilè vinilè; polipirrol (X = NH) i politiofè (X = S); i polianilina (X = NH/N) i sulfur de polifenilè (X = S).

Els dispositius electrònics convencionals es fabriquen tradicionalment amb materials a granel. Els mètodes a granel tenen límits inherents i són cada cop més exigents i costosos. Així, va néixer la idea que els components es podrien construir àtom per àtom en un laboratori de química (de baix a dalt) en lloc de tallar-los en material a granel (de dalt a baix). En l'electrònica d'una sola molècula, el material a granel es substitueix per molècules individuals. És a dir, en lloc de crear estructures eliminant o aplicant material després d'una bastida de patró, els àtoms es combinen en un laboratori de química. Les molècules utilitzades tenen propietats que s'assemblen a components electrònics tradicionals com ara un cable, un transistor o un rectificador. Aquest concepte d'utilitzar una molècula com a component electrònic tradicional va ser presentat per primera vegada per Aviram i Ratner l'any 1974, quan van proposar un rectificador molecular teòric compost de llocs donants i acceptors que estan aïllats els uns dels altres.
L'electrònica d'una sola molècula és un camp emergent, i circuits electrònics sencers que consisteixen exclusivament en compostos de mida molecular encara estan molt lluny de ser realitzats. Tanmateix, la demanda contínua de més potència de càlcul, juntament amb els límits inherents als mètodes litogràfics actuals fan que la transició sembli inevitable. Actualment, l'objectiu és descobrir molècules amb propietats interessants i trobar maneres d'obtenir contactes fiables i reproduïbles entre els components moleculars i el material a granel dels elèctrodes.
L'electrònica molecular opera en l'àmbit quàntic de distàncies inferiors a 100 nanòmetres. La miniaturització fins a molècules individuals redueix l'escala a un règim on els efectes de la mecànica quàntica són importants. En contrast amb el cas dels components electrònics convencionals, on els electrons es poden omplir o extreure més o menys com un flux continu de càrrega elèctrica, la transferència d'un sol electró altera el sistema significativament. La quantitat significativa d'energia deguda a la càrrega s'ha de tenir en compte a l'hora de fer càlculs sobre les propietats electròniques de la configuració i és altament sensible a les distàncies a les superfícies conductores properes.